# Jane Wairimu
Jane Wairimu (ur. 24 marca 1985) – kenijska siatkarka, grająca jako rozgrywająca. Obecnie występuje w drużynie Kenya Prisons.